# Fodé Camara (calciatore 1998)
Fodé Camara (Conakry, 17 aprile 1998) è un calciatore guineano, difensore svincolato.

## Caratteristiche tecniche
È un terzino sinistro.

## Carriera

### Nazionale
Ha giocato nella nazionale guineana Under-17.
È stato convocato dalla nazionale maggiore per disputare la Coppa d'Africa 2019, senza scendere in campo.